# Josef Janko
Josef (nebo také Josephus) Janko (25. října 1869 Libštát u Semil – 19. června 1947 Praha) byl český pozitivisticky zaměřený germanista, spoluautor (s Hugo Siebenscheinem) čtyřsvazkového Příručního slovníku německo-českého (1936-1944), jehož exerpcí vznikl dnešní (rovněž čtyřsvazkový) slovník (H. Siebenschein a kol.).

## Publikace
- Seznam děl v Souborném katalogu ČR, jejichž autorem nebo tématem je Josef Janko
- Die Allegorie der Minnegrotte bei Gottfried von Strassburg, 1906
- Germanische Lautverschiebung, 1908
- Konsonantismus, 1911 – 1912
- Středohornoněmecká mluvnice, 1919
- Duch Svatý – 5 kapitolek o životě na zemi i na nebi[zdroj?], 1919
- Kat v bádání lidovědném a slovozpytném, 1929
- Germanische Heldensagen – Wörterbuch, 1930
- Romantische Stoffe des deutschen Mittelalters – Wörterbuch, 1932
- Germánské hláskosloví – Fonetika – Vokalismus – Konsonantismus, 1933
- Příruční slovník německo-český I (A–E), 1936–1938
- Příruční slovník německo-český II (F–M), 1939–1940
- Příruční slovník německo-český III (N-S), 1944
- Přehled německé mluvnice v tabulkách a pravidla výslovnosti, 1941
- Jazyková melodie a její výšky a hloubky ve službách skladby a významosloví, 1948